# Cosimo De Giorgi
Cosimo De Giorgi o Arcangelo Cosimo De Giorgi (Lizzanello, 9 febbraio 1842 – Lecce, 2 dicembre 1922) è stato un medico italiano.

## Biografia

### Formazione
I suoi primi studi li compì a Martano, il paese materno, per poi proseguirli a Lecce presso il Real Collegio dei Gesuiti. Terminati gli studi ginnasiali si trasferì, con un rocambolesco viaggio (otto giorni per il solo tratto Lecce-Napoli), a Pisa, dove si iscrisse alla Facoltà di Medicina della locale università, nel solco della tradizione familiare. Lì, il 14 giugno 1864, conseguì la laurea in medicina. Si iscrisse quindi all'Istituto Superiore di Firenze per specializzarsi in Medicina nel 1865 ed in Chirurgia l'anno dopo.

Intanto, nell'intenzione di continuare gli studi all'estero, aveva appreso l'inglese, il francese e il tedesco. 
Ma la prospettiva sfumò presto per una tragedia familiare: nel 1867 morì di colera il padre, insieme a due zii. De Giorgi fu costretto a fare rientro a Lizzanello. Intraprese quindi la professione medica stabilendosi a Lecce con la madre e i due fratelli. Il matematico Ennio De Giorgi è stato un suo nipote.

### Attività
Nel corso della sua vita affiancò alla professione di medico quella di insegnante presso la Scuola Tecnico-Normale di Lecce (dal 1870) e presso l'Educatorio Femminile (dal 1875). Ma a queste egli aggiunse un'intensa attività di ricerca e di studio che, riflettendo in pieno l'ampiezza dei suoi interessi culturali, abbracciò campi vastissimi ed eterogenei: paleontologia, paletnologia, archeologia, geografia, idrografia, meteorologia, geologia, sismologia, agricoltura, igiene. E nell'arco della sua lunga carriera si occupò dello studio del paesaggio e dei monumenti di Terra d'Otranto, ma soprattutto del restauro dei più importanti monumenti. A lui si devono il ripristino del portale della chiesa dei Santi Niccolò e Cataldo di Lecce e la scoperta dell'anfiteatro romano del capoluogo salentino. Il testo che lo rese famoso, non solo a livello locale, furono i due volumi dei Bozzetti di viaggio, dove descrive i monumenti delle attuali tre province salentine. Una sorta di censimento artistico, paesaggistico e architettonico del patrimonio di Terra d'Otranto.

### Realizzazioni
A lui si deve la fondazione, nel 1872, dell'Osservatorio Meteorologico di Lecce, le cui osservazioni iniziarono il 1º dicembre 1874. 
Ottenuti, nel 1876 altri 24 pluviometri, allestì, a sostegno di tale attività, la Rete Termopluviometrica Salentina, un'efficiente rete di monitoraggio che, nel 1877, attraverso una trentina di stazioni, estendeva le osservazioni a tutta la provincia.
L'attività di raccolta dei dati proseguì fino alla morte del fondatore ed in maniera continua, se si eccettuano alcune lacune durante la parentesi bellica, furono pubblicati nel Bollettino Municipale (fino al 1900) e, successivamente nella Rivista Meteorica Annua.

Essi sono attualmente oggetto di attenzione e di recupero da parte dell'Università di Lecce, per un loro possibile utilizzo nell'ambito dello studio storico del clima locale nel corso di progetti di ricerca sulle modificazioni climatiche indotte dall'attività umana.
Nel 1877 ebbe l'incarico, dal Direttore del R. Comitato Geologico P. Zezi,  di portare a termine uno studio geologico sulla Basilicata e sulla provincia di Lecce, i cui esiti pubblicò in due carte geologiche del 1879 e del 1880.
Cosimo De Giorgi fu inoltre l'ideatore di un modello di sismografo che porta il suo nome.

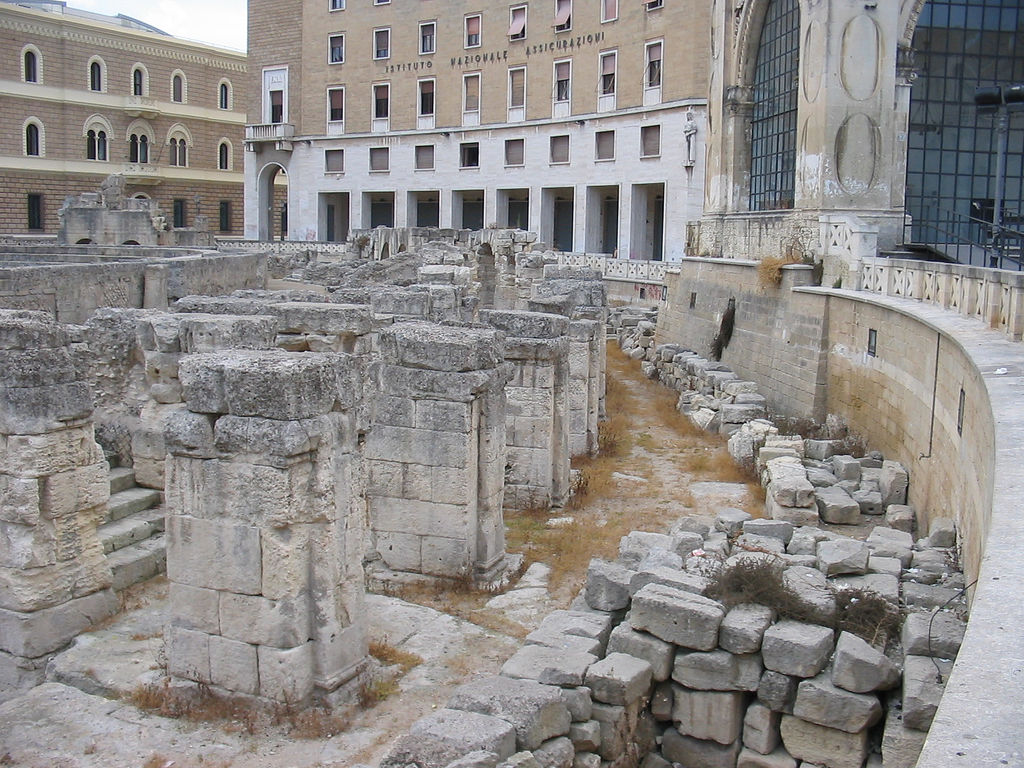
L'Anfiteatro Romano di Lecce

Questi lavori gli valsero, nel 1880, la nomina a Cavaliere della Corona d'Italia, dietro proposta del Ministero dell'Agricoltura.
Fu socio del Comizio Agrario di Lecce.
Ideò e realizzò, presso l'Istituto Tecnico "O. G. Costa" di Lecce, un Gabinetto di Storia Naturale.
Nel 1880, al primo congresso dell'Associazione Meteorica Italiana, ne viene nominato vicepresidente.
Nel 1881, su incarico del Regio Corpo delle Miniere, effettua l'esplorazione geologica dei distretti di Campagna e Vallo della Lucania
 e realizza la prima carta Mineraria della Provincia di Lecce.
Fu in stretta amicizia con lo studioso d'arte salentino Pietro Cavoti, alla morte del quale Cosimo De Giorgi si adoperò attivamente affinché l'opera dell'amico non andasse dispersa. 
Grazie a lui essa è stata interamente conferita in un apposito fondo conservato presso il Museo Civico di Galatina intitolato all'artista.
I suoi interessi archeologici lo condussero alla scoperta dell'Anfiteatro Romano, nel centro della città di Lecce, riportato alla luce grazie alla sua iniziativa e dichiarato Monumento Nazionale.

## Riconoscimenti
Nel 1880 gli fu conferito il titolo di Cavaliere della Corona d'Italia.
Nel 1898, su proposta di Padre Francesco Denza, fu nominato socio dell'Accademia Pontificia dei Nuovi Lincei.
Fu vicepresidente dell'Associazione Meteorica Italiana.
A lui è dedicato il Liceo scientifico statale Cosimo De Giorgi di Lecce.
Il comune di Lizzanello gli ha dedicato la Scuola Media Statale e la strada nella quale ebbe i natali.

## Pubblicazioni
L'incessante lavoro di ricerca ha dato origine ad una sterminata serie di scritti e pubblicazioni conferite poi nel Fondo de Giorgi presso la Biblioteca Provinciale di Lecce N. Bernardini.
Una bibliografia delle opere che lo costituiscono è stata pubblicata in:
- Antonio Caiuli (a cura di), Bibliografia di Cosimo De Giorgi, Congedo Editore, Galatina, 2002 ISBN 8880864602.

Alcune delle sue opere sono state oggetto di recente ripubblicazione:
- La Provincia di Lecce – Bozzetti di viaggio. Editore Giuseppe Spacciante, Lecce, 1882,
- Viaggio nel Cilento. Giuseppe Galzerano Editore. 1995 (titolo originale: Da Salerno al Cilento. M. Cellini & C., Firenze, 1882)
- Cilento - Geologia, Idrografia. Giuseppe Galzerano Editore, 2003

I carteggi che hanno visto protagonista Cosimo De Giorgi:
- Ennio De Simone, Epistolario di Cosimo De Giorgi: regesti, Galatina, EdiPan, 2003, ISBN 88-88156-11-9.
- Ennio De Simone, Carteggi di Cosimo De Giorgi: regesti e lettere scelte, Galatina, EdiPan, 2007, ISBN 978-88-88156-54-5.

Ulteriori opere (abbozzo):
- Tracce d'antichità preistoriche nella Messapia. Bullettino di Paletnologia Italiana, 1882, 8, pp. 194–200.
- Un monumento arcaico ed una stazione con selci megalitiche in Basilicata. Bullettino di Paletnologia Italiana, 1880, 6, pp. 77–79
- Un gruppo di dolmen fra Calimera e Melendugno in Terra d'Otranto. Bullettino di Paletnologia Italiana, 1911, 37, pp. 6–16
- I monumenti megalitici in Terra d'Otranto. Napoli, 1879
- I menhirs in Terra d'Otranto. Roma, 1880
- Monumenti del XV e XVI secolo nel Cilento. Roma, 1881
- Ricerche sul clima di Lecce. Lecce, 1982
- Antichità preistoriche della Messapia. Reggio Emilia, 1882
- Una carta topografica delle paludi e della malaria forte e debole in Terra d'Otranto. Lecce, 1884
- Note statistiche sul clima di Lecce. Lecce, 1885
- Note sull'idrografia della provincia di Lecce. Lecce, 1886
- Nuovi studi e ricerche sul clima della penisola salentina. Lecce, 1887
- La meteorologia e le sue applicazioni. Lecce, 1888
- L'Osservatorio di Lecce: sua storia. Lecce, 1888
- Note e ricerche sui materiali edilizi adoperati nella provincia di Lecce.Bari, 1901
- Cenni autobiografici. Lecce, 1914